# Episodi di B gata H kei

Yamada e Takashi Kosuda per la prima volta soli e imbarazzati nella camera di lui.

L'anime B gata H kei,  è tratto dall'omonimo manga di Yōko Sanri, pubblicato dalla Shūeisha a partire dal 2004. Realizzato dalla Hal Film Maker, venne trasmesso in Giappone a partire dal 1º aprile 2010 sui canali Kyoto Broadcasting System e Tokyo MX e terminato il 17 giugno 2010, per un totale di 12 episodi.
La storia di B gata H kei ruota principalmente intorno ai desideri salaci d'una liceale affascinante e sensuale, il cui presunto svantaggio d'esser ancora vergine, la spinge a far la corte ad un compagno di classe, un ragazzo piuttosto mediocre ed insignificante : non ha ancora avuto rapporti sessuali, ma sogna già d'arrivare ad averne almeno cento. Sempre sospesa in un vaporoso delirio erotico, nel manga allude anche ad abitudinari atti d'autoerotismo. 

## Lista episodi
| Nº | Titolo italiano Giapponese 「Kanji」 - Rōmaji | In onda        | In onda |
| Nº | Titolo italiano Giapponese 「Kanji」 - Rōmaji | Giapponese     |         |
| 1  | Boy ♂ meets ♀ girl - Concedimi la tua "prima volta"!! 「ぼーい♂みーつ♀がーる あなたの『初めて』私にちょうだい!!」 - Bōi♂mītsu♀gāru - Anata no "hajimete" watashi ni chōdai!!La strategia del doposcuola! - Cominciamo con un bacio, per ora? 「放課後大作戦！とりあえずキスしましょ？」 - Hōkago daisakusen! Toriaezu kisu shimasho? | 4 aprile 2010  |         |
| 1  | Yamada, è una graziosa adolescente, considerata da tutti come un'"icona" del liceo, è alla spasmodica ricerca di un ragazzo, con il quale pensa, "finalmente", di perdere la verginità. La sua missione è riuscire ad avere entro l'anno almeno cento amanti. Essendo però piuttosto esigente, decide, per acquisire esperienza, di concentrare l'attenzione sull'anonimo Takashi, incontrato all'interno d'una libreria e poi rivelatosi casualmente come il suo nuovo vicino di banco. Attorno a lui comincia a costruire tutta una serie di piani d'approccio; ed è così che un giorno di pioggia, dopo avergli nascosto l'ombrello, gli propone d'accompagnarlo a casa. Qui conosce anche la sorella di lui, l'affascinante Kasuki, che presto finge di dover uscire, avendo intuito che Yamada vuole aver un rapporto sessuale col fratellino. Rimasti soli nella stanza del ragazzo, l'intraprendente compagna di classe tenta subito un approccio intimo, cercando di strappargli almeno un bacio, ma impaurita dall'improvvisa erezione di Takashi che intravede attraverso la stoffa dei pantaloni, scappa via a gambe levate lasciandolo così stravolto. |                |         |
| 2  | Giusto! Andiamo in piscina - Vuoi vedermi in costume, non è vero? 「そうだ！プールいこう 私の水着、見たいよねっ！」 - Sō da! Pūru ikō - Watashi no mizugi, mitai yo ne!Compare una rivale - Chi è? Quella coppa F?! 「ライバル出現 誰よ？あのFカップ!?」 - Raibaru shutsugen - Dare yo? Ano effu kappu!? | 8 aprile 2010  |         |
| 2  | Yamada prosegue nei suoi tentativi di seduzione dell'inconsapevole Takashi, invitandolo a passare un pomeriggio assieme al parco acquatico e, per l'occasione, decide d'indossare un costume estremamente sexy. La ragazza è eccitata, in attesa di quello che — ha già preventivato — sarà il grande evento della sua "prima volta". Ha anche acquistato e infilato nella borsetta una quantità industriale di preservativi, casomai lui ne risultasse sprovvisto. Giunti in piscina incappano anche in Miharu e Daisuke, che li invitano a trascorrere la giornata in compagnia; qui fanno subito amicizia con l'ancor troppo impacciato ragazzo. Yamada finisce poi per trascinare sullo scivolo ad acqua il terrorizzato Takashi che soffre di vertigini: quella sera, per farsi perdonare, durante i fuochi d'artificio serali abbraccia strettamente da dietro Yamada (consigliato in ciò dal gentile Daisuke di non perdersi in chiacchiere e compiere invece un sicuro gesto d'affetto). Il giorno seguente, a scuola, Yamada, dopo aver confidato tutte le sue pene d'amore a Miharu mentre si trovano chiuse nei bagni, fa conoscenza con la procace Mayu; questa è una vicina di casa ed amica d'infanzia di Takashi nonché segretamente innamorata di lui, seppur non corrisposta: per compensare i propri sentimenti le porta spesso il pranzo nel bentō e vari dolcetti fatti in casa da lei stessa. Inizialmente invidiosa del fatto che la ragazza abbia un seno molto più sviluppato del suo, dopo averla considerata una temibile rivale finisce col diventarne, senza quasi accorgersene, la consulente in amore. |                |         |
| 3  | Approccio inaspettato nella camera oscura! Un'attività di club un po' pericolosa?! 「暗室で急接近！ちょっとキケンな部活動!?」 - Anshitsu de kyūsekkin! Chotto kiken na bukatsudō!?Uno sfolgorante festival della cultura! La reginetta della scuola sono io!! 「燃える文化祭！学園の女王はこの山田!!」 - Moeru bunkasai! Gakuen no joō-sama wa kono watashi!! | 15 aprile 2010 |         |
| 3  | Takashi è membro del club di fotografia della scuola : infatti è stato 'assunto' come fotografo ufficiale dell'imminente festival annuale. Yamada, dopo esser venuta a conoscenza che Takashi sta per sviluppare delle foto nella camera oscura, cerca subito d'approfittare della situazione : lì dentro, al buio, con solo una lucina rossa ad intermittenza, forse potrà perdere la verginità. Si ritrovano così da soli : la ragazza comincia lentamente a spogliarsi dietro di lui, ma improvvisamente, proprio al momento decisivo inciampa su dei fili spegnando delle luci all'esterno e richiamando l'attenzione di un altro studente. Mentre Takashi armeggia in cerca dell'interruttore, inavvertitamente tocca il seno di Yamada. Non ha la minima idea di quel che sta toccando, non aveva infatti mai prima d'ora palpeggiato il seno nudo d'una ragazza. Delusa Yamada, non appena si riaccendolo le luci, corre fuori : in seguito Takashi la raggiunge in bicicletta offrendole un passaggio fino a casa. Yamada è una delle degli "spettri" presenti nella "casa infestata" , una piece teatrale creata dalla sua classe : lei lo vede come una possibilità di baciare Takashi non appena vi sia entrato; purtroppo però lui non si presenta. Subito dopo Yamada viene invitata da Mami a partecipare al concorso per l'elezione della reginetta della scuola: riuscirà a vincere di stretta misura su Kyōka, una studentessa appena trasferitasi. Intanto Takashi, che ha assistito all'elezione, dispera di poter anche solo pensare di avvicinarsi a Yamada; questa nuova popolarità la rende difatti ai propri occhi del tutto irraggiungibile. Alla danza tradizionale davanti ai falò la sera dell'ultimo giorno del festival, Yamada attende ansiosa che il ragazzo compaia, mentre concede un ballo a tutti gli studenti della scuola; quando finalmente anche Takashi corre da lei deve attendere il proprio turno in fila. Proprio nel momento in cui tocca a lui la canzone termina. |                |         |
| 4  | Un'eccitante vigilia di Natale. Com'è il sapore del primo bacio? 「ときめく聖夜。ファーストキスって、なんの味？」 - Tokimeku seiya. Fāsuto kisu-tte, nan no aji?Non posso tornare a casa così! Andiamo al parco degli innamorati! 「このままじゃ帰れない！いちゃラブ公園に行こうよ！」 - Kono mama ja kaerenai! Icha rabu kōen ni ikō yo! | 22 aprile 2010 |         |
| 4  | Yamada è gelosa della sorellina minore Chika la quale ogni giorno continua a portarsi a casa un sacco di ragazzi carini ; finisce così con l'invitare persino Takashi proprio per la vigilia di Natale. Venuta a conoscenza del fatto, Kazuki si premura di preparare un piano infallibile, consigliando caldamente al fratello di seguirlo fedelmente punto per punto, ma nulla sembra però andare come preventivato: quando Takashi regala a Yamada un paio d'orecchini, lei interpreta il dono come una richiesta inequivocabile di sesso. Deve continuare su questa strada e riuscirà ad ottener ciò che vuole! Lo convince addirittura ad accompagnarla per il quartiere degli alberghi ad ore, in cerca d'una stanza a basso costo. Giunti Infine in un angolino buio del quartiere, i due, superando il forte imbarazzo iniziale, riescono a baciarsi; un bacio che si conclude con una tremenda testata tra di loro e che spinge Yamana a nascondersi. Kosuka intanto è felicissimo e decide d'abbandonare il programma che la sorella le ha consigliato di seguire, dal momento che quel primo bacio sembra aver suggellato definitivamente, e in maniera positiva il loro rapporto sentimentale. Dopo aver confidato i recenti progressi a Miharu, Yamada invita una seraTakashi in un parco, famoso per esser frequentato da coppiette in amore nascoste tra i cespugli: seduti su una panchina ognuno sembra attender il segnale di via libera dall'altro per potersi così finalmente abbandonar ai propri più irresoluti istinti. Ma l'inesperienza reciproca continua a frenarli, ritardando così il "grande evento" tanto atteso da entrambi. Alla fine la loro avventura a 'luci rosse' al parco cittadino si conclude per entrambi, con una fuga a gambe levate, inseguiti a colpi di flash, da un gruppo di maniaci che cercano di fotografarli. |                |         |
| 5  | Un San Valentino fatto di sudore e lacrime! Da Yamada l'amore (?) ci è messo! 「汗と涙のバレンタイン！ヤマダより愛？をこめて！」 - Ase to namida no Barentain! Yamada yori ai? O komete!Aumenta il tuo Ero-Power! È la prima volta che provo questa sensazione... 「磨けエロパワー！こんな感覚、初めてなの…」 - Migake Ero Pawā! Konna kankaku, hajimete na no... | 29 aprile 2010 |         |
| 5  | Giunge S. Valentino : tutti stanno preparando i dolcetti da regalare ai loro spasimanti. Tuttavia si verifica un inconveniente nelle consegne: Mayu tenta invano di regalare a Takashi una torta al cioccolato che sua sorella scambia per un semplice gesto di cortesia rivolta ad entrambi. Yamada, che sta ricevendo da tutti tanti cioccolatini, prova lei stessa a confezionare una scatola per il compagno di banco, ma con risultati pessimi. Non avendo il coraggio di donarglieli di persona glieli infila anonimamente nella cassetta della posta. Il demone protettore di Yamada una notte gli appare in sogno e lo avvisa che sta perdendo il suo potere di attrattiva sessuale, in pratica tutto il suo 'sex appeal': per arrestarne la caduta, e per aumentarlo, Yamada decide di andare a scuola da quel giorno in poi senza mutandine, consigliata in ciò da Mami; secondo lei senza biancheria intima la trasforma difatti in una bomba di sensualità!. La mattina dopo, un forte vento alzara spesso la gonna di Yamada, che subito cerca di informare Takeshi della novità: giunti in biblioteca, un'improvvisa folata proveniente dalla finestra aperta farà scoprire al ragazzo la verità. Così Yamada presa dal panico scappa, e Takashi si rende conto che la ragazza ha effettivamente voluto "mostrargliela", e ciò lo rende immensamente felice. |                |         |
| 6  | Arriva Kanejō-San! Non sopporto che sia così brillante! 「金城さんが来る！あのキラキラが許せない！」 - Kaneshiro-san ga kuru! Ano kirakira ga yurusenai!Dietro quel sorriso del colore della rosa... Si nasconde l'oscuro segreto di Kanejō!! 「バラ色の笑顔の裏に…金城の黒い秘密！！」 - Bara-iro no egao no ura ni... Kanejō no kuroi himitsu!! | 6 maggio 2010  |         |
| 6  | È arrivata la primavera, Yamada e i suoi compagni si preparano all'avvio del nuovo anno scolastico (in Giappone le scuole iniziano a Aprile, coi ciliegi in fiore). Tanto per complicare un po' di più la vita alla nostra "sfortunata" protagonista accade che la sorella Chika s'iscrive alla sua stessa scuola, mentre Mayu e Kyōka - la ragazza che per poco non l'ha battuta nel concorso di bellezza - si trovano ora nella stessa classe di Yamada. C'è quindi una nuova e pericolosissima rivale la quale, appena tornata da un periodo di studi all'estero, viene immediatamente considerata da tutti i compagni una star, un'autentica “reginetta”. La ragazza risulta essere, a causa del suo fascino ed immenso talento, invidiata e temuta da Yamada; questo soprattutto quando lei sembra voler cercar attirare l'attenzione del povero Takashi. Si viene infine pure a sapere che è apparsa come modella in un'importante rivista fotografica mensile. Nel frattempo Kyōka, all'insaputa della compagna, cerca di vendicarsi del fatto che gli sia stato rubato per un soffio il titolo di reginetta al festival scolastico - cosa davvero imperdonabile! - e ben presto così la sua facciata ipocrita tutta gentilezza e sorrisi si rivela per quel che veramente è; deve a tutti i costi sconfiggere Yamada e riaffermar il proprio primato di ragazza più bella di tutta la scuola, dal momento che fascino e stile perfetto si ritrovano negli stessi tratti genetici della famiglia Kanejō e non certo in quelli rozzi e volgari di Yamada. Il suo programma è presto detto: proverà a rubare il fidanzato a Yamada, chiunque egli sia; questo prima che il fratello maggiore torni dall'estero. Tuttavia, l'approccio tentato da Kyōka nel chieder direttamente alla rivale chi sia il suo ragazzo si rivela esser un errore fatale, in quanto Yamada sta già in guardia da Kyōka quando questa si trova nelle vicinanze e diffida di lei: si fa anche invitare a casa per trovar e sedurre il suo fidanzato, ma non riesce a scoprirne l'identità. Infine si scopre il segreto che è custodito gelosamente da Kyōka: all'interno d'una stanza super protetta conserva ogni cosa riguardi il fratello che studia negli Stati Uniti - quadri, poster, statue a grandezza naturale - di cui è molto semplicemente innamorata alla follia a causa di un'attrazione sessuale genetica. |                |         |
| 7  | La grande sfida in costume da bagno! Non perderò mai contro di te! 「スク水で大決闘！アンタにだけは絶対負けない」 - Sukumizu de daikettō! Anta ni dake wa zettai makenai!Giornate estive da ricordare... Yamada ritorna selvaggia! 「夏の日の思いで...... 山田, 野生に帰る！」 - Natsu no hi no omoide...... Yamada, yasei ni kaeru! | 13 maggio 2010 |         |
| 7  | Ormai Yamada si trova a combattere una guerra senza esclusione di colpi contro l'apparentemente invincibile Kyōka, la quale riesce persino a batterla in piscina, risultando la nuotatrice più veloce della classe, in una competizione di nuoto all'ultimo respiro con entrambe che cercano d'imbrogliare: ognuna cerca di dimostrare al pubblico maschile presente non solo le proprie abilità, ma anche e soprattutto i vertiginosi costumi da bagno indossati. A questo punto Yamada chiede anche l'aiuto di Chika, ma questa, con grande sgomento della sorella, appena incontra Kyōka pare instaurar immediatamente un rapporto di simpatia reciproca. La pausa estiva intanto s'avvicina e Takashi prova a chieder a Yamada di uscire assieme durante le vacanze; entrambi vedono ciò difatti come un'opportunità, ma subito si presentano degli ostacoli: la famiglia Kosuda parte per il campeggio assieme alla famiglia Miyano. Non potendo in alcuna maniera sopportare il pensiero che Takashi possa star costantemente vicino a Mayu, la gelosa Yamada parte per il luogo dove si trovano; incappa però in un softair in pieno svolgimento e viene pertanto coinvolta in una battaglia campale con fucili da guerra. Quando finalmente la ragazza giunge al campeggio vede che il rapporto tra Takashi e Mayu ha davvero molto poco di romantico. Infine i due si trovano in una piccola radura sotto le stelle, lui a scattar foto con una macchina digitale, Yamada intimamente soddisfatta d'esser finalmente riuscita a passar una serata da sola accanto al suo Takashi. |                |         |
| 8  | Evvai! Siamo in gita scolastica! Non riusciremo a stare da soli... 「わーーい, 修学旅行だ！ 二人っきりになれなくて…」 - Waai, shūgaku ryokō da! Futarikkiri ni narenakute...Riguardo a Yamada, a me pia... un sacco di storie, un viaggio eccitante! 「俺, 山田の事が, す… すったもんだの珍道中！」 - Ore, Yamada no koto ga, su... suttamonda no chindōchū! | 20 maggio 2010 |         |
| 8  | La classe di Yamada, la 2 H, per tre giorni è in viaggio d'istruzione a Kyoto . Cercherà in tutti i modi di stare da sola con Takashi per ottenere finalmente ciò che vuole. Purtroppo per loro, tra visite turistiche ed interruzioni da parte dei compagni, nessuno dei due trova il momento adatto per confessarsi i reciproci sentimenti. Tra l'altro si troveranno, a dover guidare da soli una piccola imbarcazione lungo il corso d'un fiume agitato. Persino la loro unica foto assieme risulta rovinata dall'intrusione chiassosa, dell'ubriaca Mami. Tuttavia i due non demordono e durante il viaggio di ritorno in treno, tra incidenti vari ed il rumore delle rotaie, Takashi riuscirà a gridare un "ti amo!" che purtroppo non sarà udito chiaramente da Yamada : Miharu, che pare aver capito, illumina l'amica, ma la reazione di Yamada è quella di evitare imbarazzata il ragazzo in quanto : "non capisco nulla dell'amore, desidero soltanto perder al più presto con lui la verginità!" |                |         |
| 9  | No! Non così, di fronte a tutti... Non ho mai detto che ti odio... autunno 「そんな！ みんなの見てる前で… 嫌いなんて言ってないじゃん… 秋」 - Sonna! Minna no miteru mae de... Kirai nante ittenai jan... akiScommettiamo sul festival dello sport! Fa' pure quello che vuoi... autunno 「体育祭にかけろ！ 好きにすればいいじゃん… 秋」 - Taiikusai ni kakero! Suki ni sureba iin jan... aki | 27 maggio 2010 |         |
| 9  | Durante una gara di popolarità tra Yamada e Kyōka svoltasi segretamente tra i ragazzi, Takashi confessa i propri sentimenti davanti a tutta la classe, così il suo amore per Yamada diventa di dominio pubblico: per Kyōka e Mayu è uno shock, e per un paio di giorni, nella classe, non si fa che parlare d'altro. Pur se intimamente soddisfatta, Yamada pare non voler perdonare al povero Takashi il coraggio che ha avuto nel dichiarasi apertamente; di conseguenza vengono nominati entrambi responsabili sportivi della classe per le prossime gare di atletica. La ragazza non perde però occasione di confidarsi anche con l'amica del cuore Miharu, lamentandosi del fatto che non sta cercando l'amore, bensì solo un ragazzo con cui "fare sesso!"; l'acuta Miharu questa volta però non si lascia abbindolare dalle parole dell'amica, che ha compreso che sta per davvero innamorandosi. Yamada però non ci sta, in quanto l'amore pare farla soffrire, mentre invece lei s'aspettava solamente di divertirsi il più possibile. Kyōka nel frattempo è verde di rabbia, dopo il concorso di bellezza al festival scolastico questa è la seconda volta che Yamada la supera. Il giorno dell'evento sportivo Yamada cerca in tutte le maniere possibili d'evitare Takashi, perché non ha ancora il coraggio d'affrontarlo apertamente dopo la confessione. Ma ciò presto risulta inevitabile in quanto Takashi è il fotografo ufficiale delle gare. Daisuke, venuto ad assistere, lo vede giù di morale ed inizia ad incoraggiarlo, essendo a conoscenza anche di tutto quello che Miharu gli sta raccontando dell'amica. Kyōka è in attesa del fratello appena sbarcato che le ha promesso di venire a vederla; ma durante la gara di corsa sulle spalle dei compagni scoppia un'accesissima sfida tra lei e la rivale di sempre Yamada, nonostante le due appartengano alla stessa squadra. Nel frattempo un ragazzo misterioso - che si rivela presto esser Keiichi, fratello di Kyōka - inizia a scattar foto di quella battaglia improvvisa; con gran orrore della sorella innamorata di lui il ragazzo dimostra subito un particolar interesse nei confronti proprio dell'odiatissima Yamada. Anche Takashi sembra inizialmente preoccuparsi, questo almeno fino a quando Yamada non respinge Keiichi; questo col risultato di far arrabbiare Kyōka più che mai per aver umiliato il fratello di fronte alla folla. Infine Takashi riesce a strappar a Yamada un appuntamento, dopo di che la ragazza torna felicissima al proprio ruolo di cheerleader. |                |         |
| 10 | La famiglia Kanejō. Il brillante segreto del fratello maggiore! 「金城家の一族。セレブな兄のキラキラな秘密！」 - Kanejō-ke no ichizoku. Serebu na ani no kirakira na himitsu!Sulla via dell'amore? Non fare strane mosse al mio Kosuda! 「恋する途中? 私の男（コスダ）に手を出すな！！」 - Koi suru tochū? Watashi no Kosuda ni te o dasu na!! | 3 giugno 2010  |         |
| 10 | Ci sono dei contrattempi che ritardano il tanto atteso appuntamento tra Yamada e Takashi. Quest'ultimo ha un imprevisto e ritarda, così Yamada per vendicarsi si fa accompagnare dal primo ragazzo che in quell'istante sta passando per la strada, il che risulterà esser proprio Keiichi. Entrati in un locale a bere una tazza di tè, poco dopo giunge trafelato anche Takashi, che, vista la situazione, inizia a far la parte del terzo incomodo. Keiichi, il brillante giovane appena arrivato dall'estero, continua la corte serrata a Yamada, ma lei pare rimaner del tutto indifferente, in quanto crede che lui abbia avuto già un sacco di ragazze, mentre lei ha bisogno di un maschio vergine per la sua "prima volta". Con sommo stupore di tutti Keiichi afferma d'esserlo, assicurandola che tutte le voci sulle sue presunte storie non sono altro che una copertura. In seguito ci si mette anche Mayu a contrastar involontariamente i due amici; nel frattempo Kyōka rimane tramortita nel letto per tre giorni, e in preda degli incubi, dopo aver saputo che il suo amatissimo fratellino sta cercando di avere una relazione con Yamada. Takashi è sempre più confuso e incerto, mentre Miharu è sempre più sicura che all'amica oramai piaccia proprio Takashi, non importa se sia vergine. Ma ecco spuntare la perfida Kyōka che inizia a darsi da fare per sottrarre il ragazzo all'avversaria; riesce persino ad invitarlo a casa sua, con la scusa d'un servizio fotografico, ma Yamada li scorge entrambi all'interno di una limousine d'oro. Ciò la insospettisce fortemente tanto da indurla a seguirli. Nel grande salone del suo gigantesco palazzo Kyōka inizia a sedurre Takashi tentando d'approfittar di lui, ma senza successo, fino a che la domestica e tuttofare Ichihara-san li sorprende: mentre Kyōka contratta con l'anziana donna per mantener il segreto con Keiichi, Yamada sopraggiunge entrando dalla finestra e trascina via con sé l'allibito Takashi. |                |         |
| 11 | La vigilia di Natale della 2ª H. Portami a letto ♥ 「2年H組のクリスマス・イブ あたしをベッドにつれてって♥」 - Ni-nenme ecchi-gumi no Kurisumasu ibu - Atashi o beddo ni teikumi ♥Kanejō-san sta guardando?! Una trasmissione "nuda" timida all'ultimo momento! 「金城さんは見ている!? 限界ギリギリ『生』放送！」 - Kanejō-san wa mitteru!? Genkai girigiri "nama" hōsō! | 10 giugno 2010 |         |
| 11 | Alla vigilia delle festività natalizie Kyōka organizza una lussuosa festa a casa sua, invitando tutti i compagni e gli insegnanti. Yamada inizialmente non pare interessata, ma, appena viene a saper da Mami la notizia certa che in ogni castello che si rispetti esiste almeno una "Secret Room" in cui potersi appartare, decide d'andare. Mentre quasi tutti paiono intimoriti dallo sfarzo del luogo ed hanno difficoltà a mescolarsi con i ricchi invitati, Kyōka comincia a temere che la "Secret Room" di cui parla Yamada non sia altro che la stanza ove conserva gelosamente tutti i cimeli del fratello ("Brother Room"). Yamada riesce a portare Takeshi, attraverso lunghissimi corridoi, fin nella camera da letto di Kyōka, e, pensando che quella sia finalmente la fantomatica "Secret Room" cerca per l'ennesima volta di far sesso con lui, cogliendo l'opportunità propizia che pare esserglisi affacciata davanti. Ma tramite le telecamere di sorveglianza installate dappertutto all'interno dei quadri appesi alle pareti Kyōka scopre sconvolta che i due sono riusciti ad entrare nella propria camera e che stanno "cercando di farlo" dentro al suo letto. Ma, presa dalla curiosità, invece di cercar di fermarli rimane a guardare; ma un pudico Takashi ha tirato le tende poste attorno al letto. Kyōka chiede a Miharu di fare da testimone con lo scopo di sorprenderli e svergognarli; i due però sentono improvvisamente qualcuno avvicinarsi e si nascondono dentro l'armadio. Mentre Yamada finge d'essere un gatto ed inizia a miagolare, tutte le serrature che portano alla "Brother Room" s'aprono di colpo facendone uscire Mayu, che nel frattempo si era perduta; ciò permette sia aTakashi che a Yamada di fuggire un attimo prima di essere colti in flagrante. Così Kyōka crolla svenuta. Infine Takashi e Yamada si danno un nuovo appuntamento, ma questa volta ripromettendosi di "rallentare" un po' prima di giungere al sesso. Mami, che ha falsificato un contratto matrimoniale per potersi sposare con Keiichi, riceve un atto di citazione. |                |         |
| 12 | Il mondo gira intorno a noi. Addio... tipo B, stile H 「僕らのために世界は回る。さよなら… B型H系」 - Bokura no tame ni sekai wa mawaru. Sayonara... B gata H keiYamada è diventata un angelo! Addio, tipo B, stile H!! 「天使になった山田！ さらばB型H系！！」 - Tenshi ni natta Yamada! Saraba B gata H hei!! | 17 giugno 2010 |         |
| 12 | Yamada e Takeshi si accordano per andare, la sera della vigilia di Natale, in un albergo dell'amore, un apposito luogo ove si può affittar una stanza ad ore con l'intento di consumar in santa pace un rapporto sessuale: i due sono più che mai oramai decisi finalmente a 'farlo', costi quel che costi. Dopo i soliti ostacoli, si ritrovano in camera da letto con la ragazza che mette nel videoregistratore un filmino pornografico, tanto per aiutare l'atmosfera a riscaldarsi quanto basta: questa volta le cose sembrano procedere al meglio senza intoppi, fino a quando Yamada - proprio sul più bello con tutti e due nudi stretti sotto le coperte - non preme un pulsante che fa attivare la rotazione del letto. Il povero Takashi finisce sbalzato a terra con una caviglia rotta; mentre viene ricoverato in ospedale la ragazza pensa ad un modo per potergli alleviare il dolore. Travestita da infermiera e con una minigonna rosa riesce ad intrufolarsi nella stanza di Takeshi (il letto è già lì pronto e disponibile, dopo tutto); al sopraggiunger della vera infermiera si dovrà nasconder sotto le lenzuola col viso ad un centimetro dalla cerniera dei pantaloni del ragazzo eccitato. Le cose proseguono coi due che provano a 'giocare al dottore'. Dimesso, ma con una gamba ingessata, prima della fine dell'anno tutti i compagni vanno a trovarlo a casa prima d'andar a pregare al santuario; è da solo perché la famiglia ha lasciato la città per andar a far visita ai parenti. Yamada riesce a rimanere nascosta in una stanza per poter stare poi sola con lui. Mentre si trova immerso in vasca da bagno Takashi si vede apparir di colpo Yamada nuda davanti che entra nell'acqua al suo fianco: anche quest'ultimo tentativo si trasforma in fallimento con Takashi svenuto che perde sangue dal naso per la troppa eccitazione. Più tardi, davanti al tempio, esprimono il loro più grande desiderio: di poter rimaner assieme come coppia e 'farlo' quando sarà giunto finalmente il momento adatto. |                |         |